# Szántó Kovács János
Szántó Kovács János (Hódmezővásárhely, 1852. április 27. – Hódmezővásárhely, 1908. június 8.) földmunkás, proletár, a magyarországi- és hódmezővásárhelyi agrárszocializmus vezetője.

## Életrajza
A három elemi elvégzése után a korabeli szegény ember életútja várt reá: kiskanász, béres, később napszámos volt. Katonaidejét letöltve, 1877-ben megnősült. Függetlenségre vágyó természete nem tűrte a napszámosélet kiszolgáltatottságát, ezért beállt kubikosnak. A nagy vasútépítési és folyamszabályozási munkák megszűnésével ő is munkanélkülivé vált. 1885-ben, állami szolgálat után nézett: rövid ideig börtönőr, majd rendőr lett. Miután a rendőrségtől fegyelmi úton eltávolították, ismét a keserves kubikossors következett számára. Rádöbbent a társadalmi egyenlőtlenségekre, s ez gondolkodó emberré tette. Ekkoriban hallott a szocialista tanításokról, melyeket Aradról jött cipészlegények és a vidéket járó kubikostársak terjesztettek. Gyakori vendége lett a helyi olvasóegyletnek, kezdetben mint látogató, később rendes tagként. A vezetésre termett ember iránt korán megnyilvánult társai bizalma. 1893-ban egyhangúlag őt választották meg a szerveződés elnökének.
Az Általános Munkás Olvasóegyletben a szociáldemokrata röpiratokat és kiadványokat olvasták és magyarázták. 1894-ben a május 1-jére készülő szocialistákat a városi karhatalom provokatív úton akarta leszerelni, ezért az egylet iratait és könyveit lefoglalta. Április 22-én Szántó Kovács János néhány társával felment a városházára, hogy Póka László rendőrkapitánytól visszakövetelje őket. Szóváltás közben Szántó Kovács Jánost lefogták és fogdába zárták. 1895. március 5-én kezdődött meg Szántó Kovács János és 123 társának pere a városháza közgyűlési termében. Szántó Kovács a tárgyaláson is szocialistának vallotta magát. „Ez a legigazibb eszme, mert a népnek a javát akarja!” – mondta. Szenvedélyesen hitte, hogy erőfeszítéseik a jövőt érlelik. A mozgalom jelentőségére Engels is felfigyelt. A dualizmus osztálybírósága ötévi börtönnel sújtotta. Eszméit később sem adta fel. A helyi szociáldemokrácia mérsékeltebb vezetői mellőzték, de néhányszor még hallatta szavát. Később visszavonult a politikai szerepléstől. Élete utolsó éveiben ismét kubikra járt. Haláláról országszerte megemlékeztek a lapok. Életét történetírók dolgozták fel.

## Emlékezete

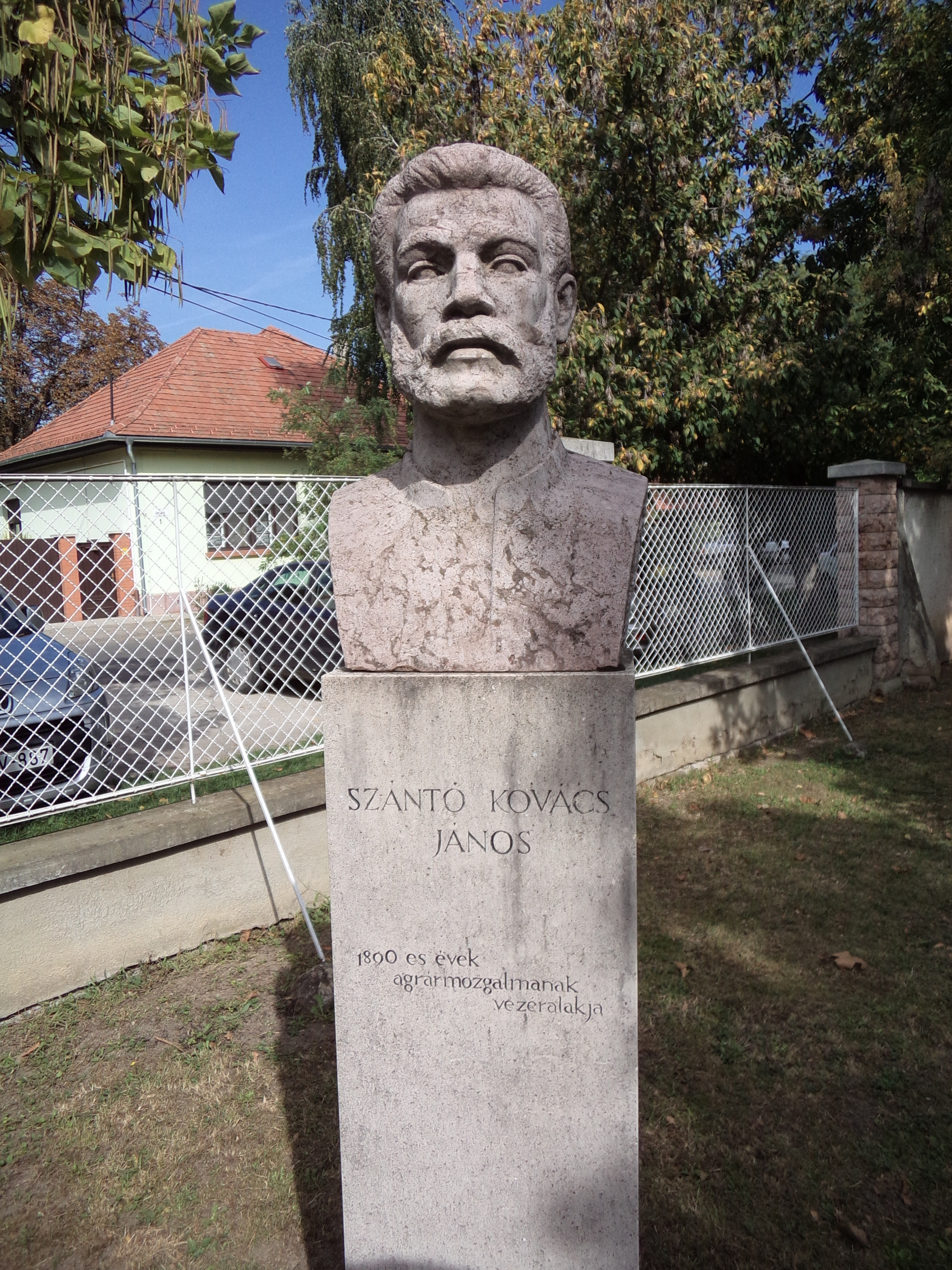
Orosházi mellszobra

Szobrok, közterületek és intézmények őrizték-őrzik emlékét. Róla kapta nevét többek között az orosházi Szántó Kovács János Múzeum (ma már Nagy Gyula Területi Múzeum), a hódmezővásárhelyi Szántó Kovács János Általános Iskola és a hódmezővásárhelyi Szántó Kovács János utca is. Ez utóbbit 2007. szeptember 22. után közel felére rövidítették, mivel a Kossuth tér és a Teleki utca közé eső szakasz nevét a város korábbi, 2002-ben elhunyt polgármestere után Dr. Rapcsák András útra változtatták. Pécsen is található egy róla elnevezett utca, valamint az ebben az utcában található egyetemi kollégium is az ő nevét őrzi. Budapest nyolcadik kerületében, a Dologház utca is a nevét viselte a szocializmus évtizedei alatt. A Balassagyarmaton működő Szent-Györgyi Albert Gimnázium és Szakközépiskola 1961. november 22-től 1994. március 15-ig különböző formákban ugyancsak az ő nevét viselte. Nevét viseli egy utca Magyarcsanádon is.